# 冷心低壓

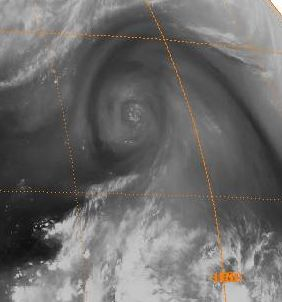
自太空中衛星拍攝一個冷心低壓出現在夏威夷海域（2007年攝）。

冷心低壓（英語：Cold-core low）亦稱冷帶氣旋，是一種夏秋兩季較常出現於熱帶地區位於對流層高層的冷中心低壓區，但此種雲系通常是處在較高空的雲層，特殊情況是這種雲不會下雨，但會有較強的風出現。
其出現原因有兩個，一是由中緯度高層槽振幅增大延後割離出來的，二是由高層反氣旋南側之高空東風波動而成。高空冷心低氣壓在地面並沒有相對應的強低壓系統，700hPa以下看不出其氣壓場，而最強冷心區則大約在200~300hPa。在北半球的高層流線圖中可見反時針的風場運動，可以是槽形狀態或原整環流，100hPa、200hPa或300hPa高空天氣圖會以 L 及 C 表示其低壓及冷心特性。而在水氣動畫中則可見到高層水氣作氣旋式的旋轉活動。
高空冷心低氣壓對熱帶氣旋最大的影響通常是因影響其高層輻散環境而使熱帶氣旋之強度相應受到影響，例如，熱帶氣旋位於冷低東南側便會得到較佳輻散而增強，位於西側便可能受下沉氣流影響而減弱。高空冷心低氣壓本身發展得強烈時也可直接誘生出地面擾動的出現，環境適合時可增強成熱帶氣旋。